# Снятинская ратуша
Снятинская ратуша — ратуша в городе Снятын, Ивано-Франковской области Украины. Памятник архитектуры. Построена в стиле раннего историзма и смеси элементов неоклассицизма, неоренессанса, английской неоготики и необарокко. Расположена на холме в центре Снятына по ул. Шевченка, 70.

## История
Считается одной из самых высоких ратуш на Украине (высота башни — 50 метров). Её строительство началось в 1861 году и продолжалось почти 40 лет. Строительство башни было завершено 27 августа 1909 года.

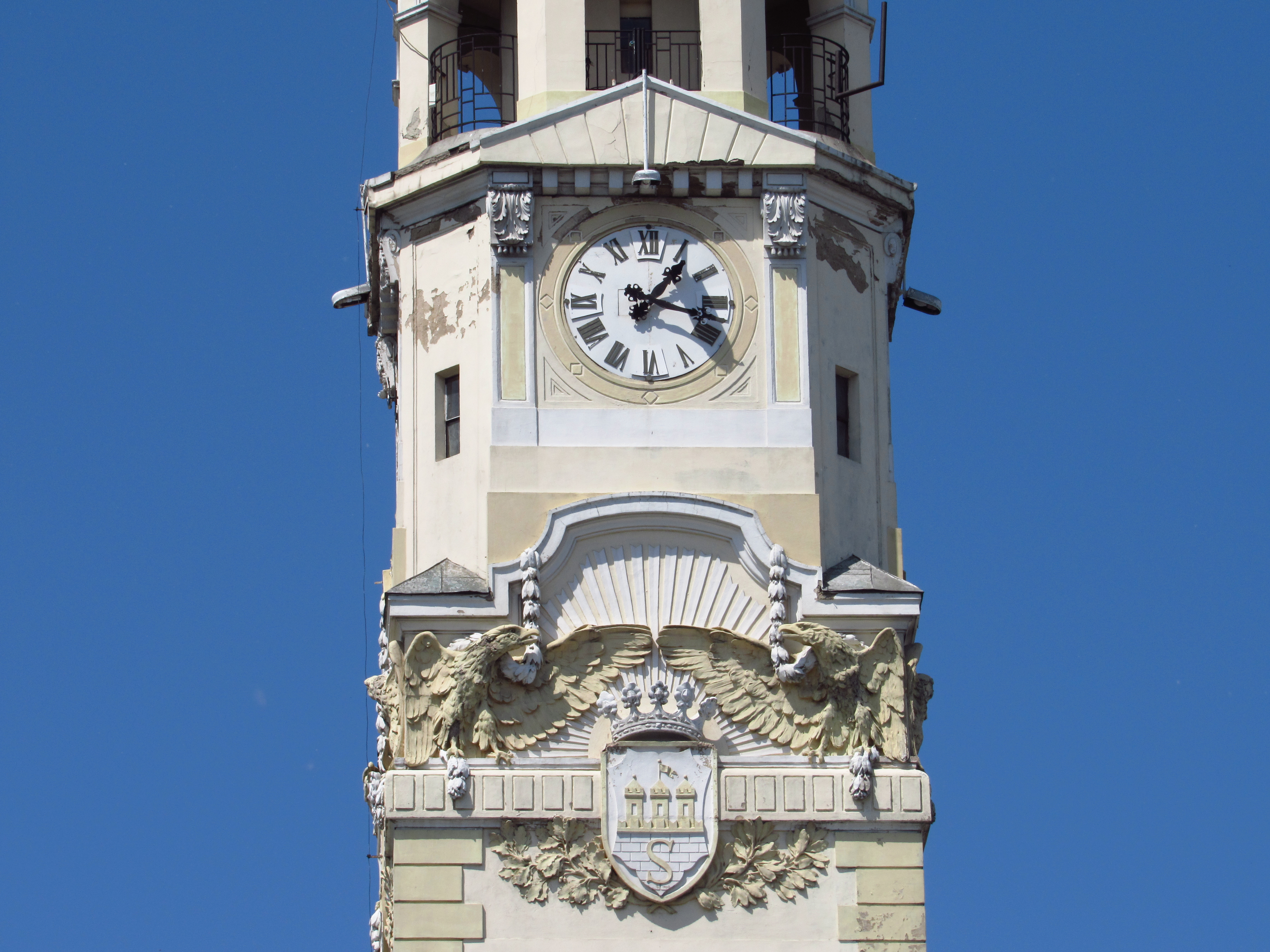
Часы и герб города

Башню видно за несколько километров, ещё на подъезде к городу.
Снятынская ратуша вторая на Украине после Львовской ратуши (высота башни — 65 метров). Сооружение является визитной карточкой города, его изображают на эмблемах, медалях, сувенирах.

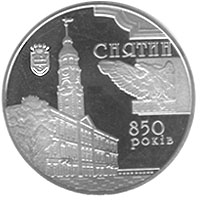
Снятинская ратуша на юбилейной монете Украины

В XIV—XVIII веках во многих украинских городах начали появляться ратуши — органы городского самоуправления в городах Западной и Центральной Европы, не имели Магдебургского права. Такие города назывались ратушными.
Архитектор ратуши Иосиф Шрейбер при проектировании и строительстве учёл сейсмичность зоны расположения и свойство почв скалистого холма, ведь Снятынская ратуша стоит на отметке 270 м над уровнем моря. Часы на ратушной башни каждые 15 минут сообщают мелодичным звоном жителей города о времени, циферблаты которого размещены с четырёх сторон.
В помещении Снятинской ратуши функционирует три музея: Музей освободительной борьбы имени В. Андрусяка, Библиотека-музей Михаила Бажанского, Музей культуры и книги Покутья.